# 杨戬 (宋朝)
杨戬（？—1121年），宋徽宗时代宦官。
宋徽宗即位后，非常宠信杨戬，任命他为彰化军节度使，最后官至太傅。杨戬在京东西路和淮西北路等地区的州县，逼迫百姓租佃废弃的堤堰，还有荒山退滩、河水淤积之处，增收租赋，水旱之灾害也不进行蠲免，当地百姓深受其害。
宋人话本《大宋宣和遗事》描写杨戬陪同宋徽宗微服私访，寻花问柳。

## 延伸阅读
[在维基数据编辑]
 《宋史·卷468》，出自脱脱《宋史》
 在维基共享资源阅览影像